# Miconia vittata
Miconia vittata är en tvåhjärtbladig växtart som först beskrevs av Jean Jules Linden och Éduard-François André, och fick sitt nu gällande namn av Célestin Alfred Cogniaux. Miconia vittata ingår i släktet Miconia och familjen Melastomataceae. Inga underarter finns listade i Catalogue of Life.